# Cantó de Selles-sur-Cher
Selles-sur-Cher és un cantó francès al districte de Romorantin-Lanthenay (departament de Loir i Cher, regió de Centre - Vall del Loira). Agrupa vuit municipis Billy, Gièvres, Gy-en-Sologne, Lassay-sur-Croisne, Mur-de-Sologne, Rougeou, Selles-sur-Cher i Soings-en-Sologne, essent el cap cantonal és Selles-sur-Cher.

## Història
| Data d'elecció                           | Identitat       | Partit                        | Qualitat |
| ---------------------------------------- | --------------- | ----------------------------- | -------- |
| 1945-1961                                | René Massacré   | Radical                       |          |
| 1961-1988                                | Kléber Loustau  | SFIO, després PS, després UDF |          |
| 1988-2008                                | Alain Quillout  | Divers droite                 |          |
| 2008-                                    | Jean-Paul Pinon | MoDem, després NC             |          |
| les dades anteriors no són pas conegudes |                 |                               |          |
|                                          |                 |                               |          |

## Demografia
| A partir de 1990 població sense dobles comptes |